# Demokratska stranka (Združene države Amerike)
Demokratska stranka (Democratic Party) je ena od dveh glavnih političnih strank v ZDA. Druga je Republikanska stranka.
Joe Biden je bivši predsednik Združenih držav Amerike in je pripadnik Demokratske stranke, tako kot bili prej tudi Barack Obama, Bill Clinton, Jimmy Carter, John F. Kennedy, Franklin D. Roosevelt...

## Zgodovina

### Začetki
Začetki Demokratske stranke segajo v leto 1792, s Thomasom Jeffersonom na čelu.
Stranka je bila izrazito proti monarhistično usmerjena, sprva se je imenovala Demokratsko-republikanska stranka. Danes liberalna in levo-sredinska stranka, je nekoč zavzemala konservativna stališča in ni imela posebej kritičnega odnosa do suženjstva.

### Prehod na (levo)sredino
Strankin prehod na sredinski položaj, ki ga ima danes, je sovpadal z nastankom dvostrankarskega sistema proti koncu 19. stoletja in začetkom 20. stoletja, pri čemer velja izpostaviti Woodrowa Wilsona, ki je predstavljal začeten (a ne ključen) premik stranke.
Prve resnejše progresivne ideje je stranka uveljavila pod predsedovanjem Franklina D. Roosevelta in njegovim programom New Deal.

### Danes
Stranka danes velja za močno opozicijo Republikancem in ekstremizmu Donalda Trumpa. Zastopa tudi ideje rasne in nacionalne enakopravnosti, boljše socialne pogoje in razvitejšo delavsko zakonodajo.
Vendar pa je stranka zaradi pogostih notranjih prepirov med frakcijami, ki vodijo do neizpolnjevanja volilnih obljub, izgubila podporo delavskega razreda. 